# Live from Brixton Academy
Live from Brixton Academy — концертный альбом 2005 года, британской группы Kasabian, доступный только в виде цифрового релиза. Запись была сделана в Brixton Academy (O2 Academy, Брикстон, Лондон) 15 декабря 2004 года. Это было заключительное выступление в поддержку их дебютного альбома Kasabian, а также в день рождения Серджо Пиццорно.

## Список композиций
1. «I.D.» — 6:01
2. «Cutt Off» — 5:12
3. «Reason Is Treason» — 5:07
4. «Running Battle» — 5:05
5. «Processed Beats» — 3:49
6. «55» — 4:21
7. «Test Transmission» — 4:40
8. «Butcher Blues» — 5:10
9. «The Nightworkers» — 4:44
10. «Pan Am Slit Scan» — 5:02
11. «L.S.F. (Lost Souls Forever)» — 6:08
12. «U Boat» — 2:58
13. «Ovary Stripe» — 5:29
14. «Club Foot» — 4:30